# Arroyo Divisa
El arroyo Divisa es un curso de agua uruguayo que atraviesa el departamento de  Salto perteneciente a la cuenca hidrográfica del Río de la Plata.
Nace en la Cuchilla de los Arapeyes y desemboca en el río Arapey.